# Чаплинка
Чапли́нка, Чаплынка (укр. Чаплинка) — посёлок в Каховском районе Херсонской области Украины. Является административным центром Чаплинской поселковой общины в которую, кроме того, входят ещё 15 сёл.
В 2022 году, во время вторжения России в Украину, Чаплинка была захвачена. На данный момент находится под российской оккупацией.

## Население
В январе 1989 года численность населения составляла 10 559 человек.
На 1 января 2013 года численность населения составляла 9910 человек.

### Языковой состав
Родной язык населения по данным переписи 2001 года:
| Язык       | Численность, чел. | Доля     |
| ---------- | ----------------- | -------- |
| Украинский | 9 756             | 92,54 %  |
| Русский    | 626               | 5,94 %   |
| Другое     | 161               | 1,52 %   |
| Итого      | 10 543            | 100,00 % |

## История
Поселение основано в 1794 году.
С 1861 года село Чаплынка являлось волостным центром Днепровского уезда Таврической губернии.
В январе 1918 года здесь была установлена Советская власть, но в ходе гражданской войны власть несколько раз менялась.
В январе 1919 года Чаплинка стала центром восстания против англо-французских войск Антанты и ВСЮР: жители разоружили офицеров армии Деникина, прибывших в село для проведения мобилизации, а затем разгромили направленный на подавление восстания карательный отряд. После этого Одесский подпольный комитет КП(б)У издал директиву о мобилизации всех сил приднепровских коммунистов на помощь восставшим, Херсонский комитет КП(б)У отправил им на помощь рабочую дружину и отряд моряков Черноморского флота. В дальнейшем, перешедшие к партизанским действиям повстанцы действовали в районе Чаплинки до соединения с наступавшими частями РККА, вышедшими к селению в начале апреля 1919 года.
В 1923 году Чаплинка стала районным центром Херсонского округа.
Во время Голодомора 1932—1933 годов умерло по меньшей мере 14 жителей посёлка.
В 1933 году началось издание районной газеты.
В ходе Великой Отечественной войны с 12 сентября 1941 года до 31 октября 1943 года селение было оккупировано наступавшими немецкими войсками.
В 1956 году Чаплинка стала посёлком городского типа. В 1957 году здесь действовали кирпичный завод, маслобойка, мельница, средняя школа, семилетняя школа, летний кинотеатр, зимний кинотеатр, две библиотеки и Дом культуры.
В 1977 году здесь действовали маслосыродельный завод, комбикормовый завод, асфальтобетонный завод, инкубаторно-птицеводческая станция и мельница.
В 1985 году численность населения составляла 9,9 тыс. человек, здесь действовали маслосыродельный завод, комбикормовый завод, межколхозная строительная организация, райсельхозтехника, райсельхозхимия, комбинат бытового обслуживания, 4 общеобразовательные школы, музыкальная школа, спортивная школа, больница, поликлиника, Дом культуры, клуб, кинотеатр и две библиотеки.
В октябре 1992 года Чаплинский маслосырзавод был передан в коммунальную собственность Херсонской области.
В мае 1995 года Кабинет министров Украины утвердил решение о приватизации райсельхозтехники, в июле 1995 года было утверждено решение о приватизации находившихся здесь специализированного АТП-2108, птицесовхоза «Преображенский» и совхоза имени Ильича.
В марте 2005 года было возбуждено дело о банкротстве сельхозкооператива «Хлебороб», созданного на базе ранее расформированного совхоза.

## Современное состояние
В посёлке действует ПТУ № 30.
В посёлке установлен телепередатчик мощностью 100 Вт, вместо которого планируется установка передатчика мощностью 5 кВт для покрытия украинским телевещанием территории Херсонской области и приграничной территории Крыма.

## Транспорт
В 18 км от посёлка находится железнодорожная станция Каланчак (линия Херсон — Джанкой).

## Галерея
- Въезд в Чаплинку
- Дом культуры
- Памятник воинам-интернационалистам

## Известные жители
Никола́й Гу́риевич Кули́ш — украинский драматург, журналист и педагог
Михаил Саввич Масютко — советский писатель.